# Convalescència

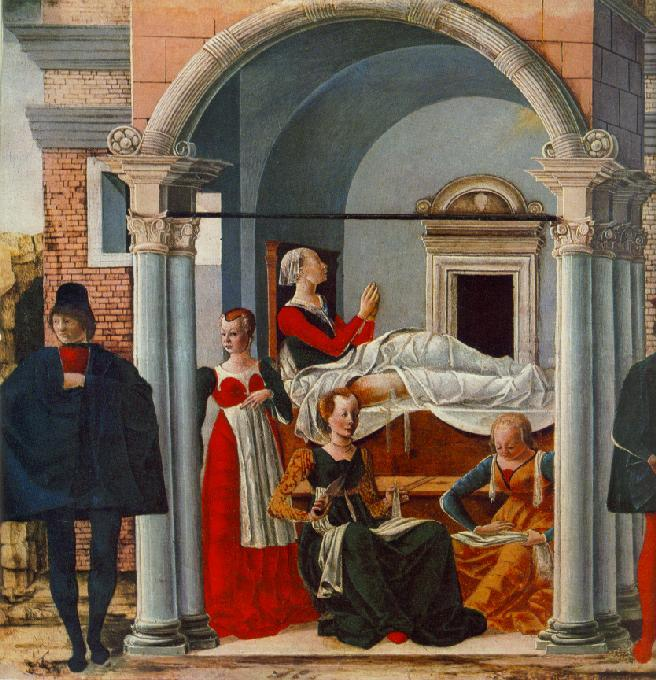
"Convalescència de Sta. Teodora Suárez" (1473) d'Ercole Ferrarese.

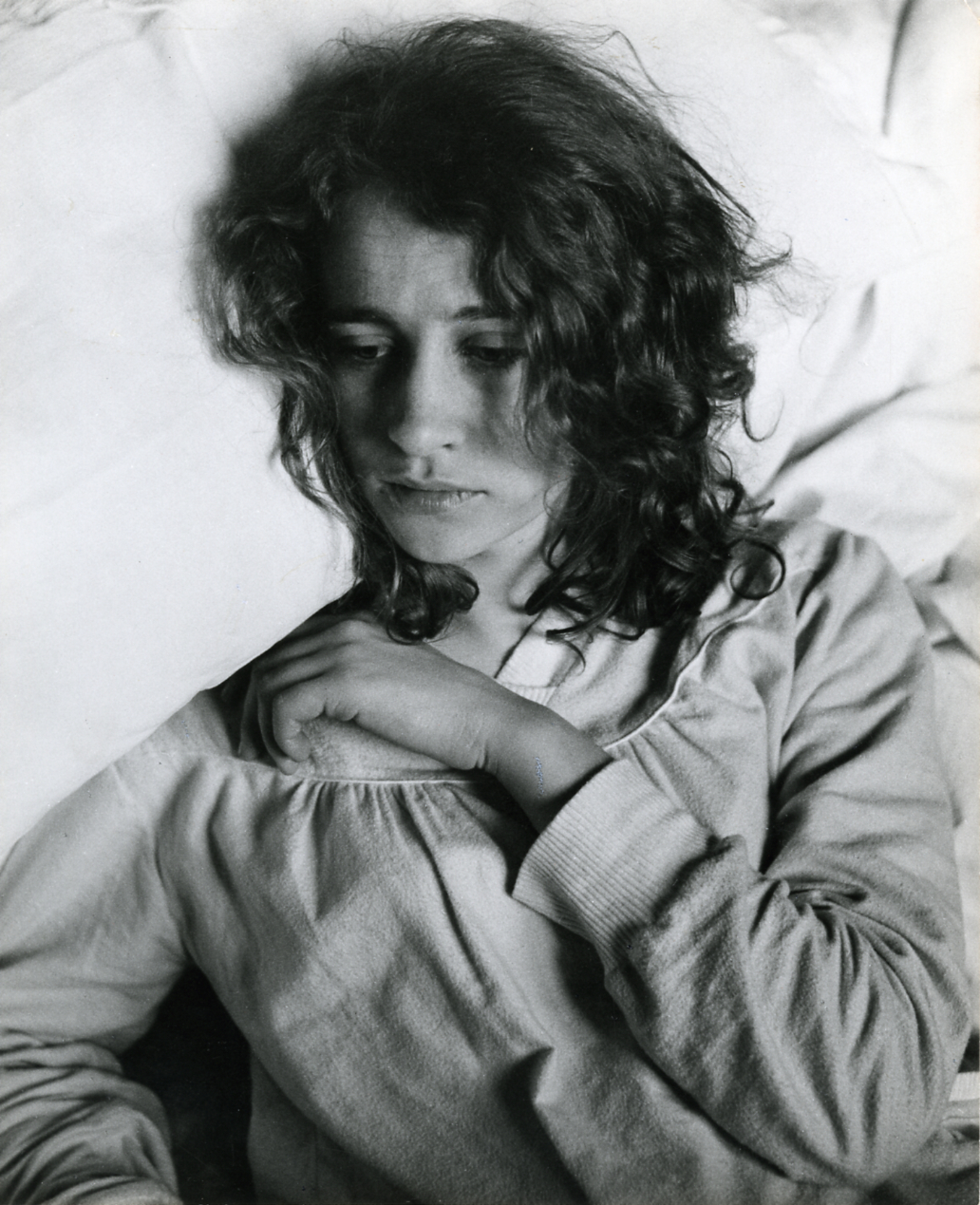
Una dona de convalescència. Foto de Paolo Monti.

La convalescència (del llatí convalescentĭa "cobrar forces") és el període que va des del final de la malaltia, fins a aconseguir la recuperació completa de la salut. També es denomina a l'estat d'un malalt en procés de restabliment.
La convalescència és un període de recuperació gradual de la salut després de patir una malaltia, un accident o d'una intervenció quirúrgica. Es refereix a l'última etapa d'una malaltia quan el pacient torna a la normalitat, però en algunes malalties infeccioses el pacient pot seguir sent un focus d'infecció, independentment de trobar-se millor. En aquest període, el pacient pot estar-se al seu domicili, i realitzar visites al seu metge; o continuar ingressat en un hospital a l'espera de l'alta mèdica.